# Леваи, Иштван (борец)
Иштван Леваи (словац. Istvan Levai, венг. Lévai István; род. 21 декабря 1990) — словацкий борец венгерского происхождения, чемпион Европы, призёр Европейских игр.

## Биография
Родился в Венгрии, с 8 лет занялся борьбой. В 2007 году выступал за Венгрию на Чемпионате Европы среди юниоров, и занял 8-е место. В том же году выступил на чемпионате мира среди кадетов, и стал 12-м.
Из-за плохой экономической ситуации в Венгрии следуя примеру старшего брата Аттилы переехал в Словакию, и в 2011 году получил словацкое гражданство. Он поселился в Комарно, и стал тренироваться под руководством Кароля Ленгьеля.
В 2012 году Иштван Леваи стал чемпионом Европы. На чемпионате Европы 2013 года завоевал бронзовую медаль. В 2015 году стал бронзовым призёром Европейских игр.